# Hostrup Sø
Hostrup Sø är en sjö i Danmark. Den ligger i Åbenrå kommun i Region Syddanmark, i den södra delen av landet, 210 km väster om Köpenhamn. Hostrup Sø ligger 35 meter över havet. Arean är 1,98 kvadratkilometer. Trakten runt Hostrup Sø består till största delen av jordbruksmark. Den sträcker sig 2,0 kilometer i nord-sydlig riktning, och 1,9 kilometer i öst-västlig riktning. Sjöns utflöde är Bjerndrup Mølleå.
Hostrup Sø är ett fågelskyddsområde och ingår i  Natura 2000 området nr. 95 Hostrup Sø, Assenholm Mose og Felsted Vestermark.
Området runt Hostrup Sø var ett av de första ställena där havsörnen slog sig ned, när den år 1996 återvände till Danmark efter att inte ha häckat där sedan  1910-talet.